# Вель-сюр-Мозель
Вель-сюр-Мозе́ль (фр. Velle-sur-Moselle) — коммуна во французском департаменте Мёрт и Мозель региона Лотарингия. Относится к  кантону Байон.	

## География
Вель-сюр-Мозель расположен в 20 км к юго-востоку от Нанси. Соседние коммуны:  Феррьер и Саффе на северо-востоке, Оссонвиль на востоке, Кревешам на юге, Тоннуа на северо-западе.

## Демография
Население коммуны на 2010 год составляло 307 человек.
| 1962 | 1968 | 1975 | 1982 | 1990 | 1999 | 2010 |
| ---- | ---- | ---- | ---- | ---- | ---- | ---- |
| 123  | 139  | 148  | 236  | 218  | 269  | 307  |

## Достопримечательности
- Церковь XVIII века.